# Tore Wigforss
Tore Wigforss, född den 6 augusti 1904 i Halmstad, död den 13 oktober 1968 i Mariefred, var en svensk militär.
Wigforss blev fänrik vid Norrbottens regemente 1926, löjtnant där 1930 och kapten 1937. Efter att han genomgått Krigshögskolan 1936–1938 befordrades han till major vid regementet 1946 och till överstelöjtnant där 1954. Wigforss var chef för den svenska kontingenten vid de neutrala nationernas övervakningskommission i Korea 1957. Han var överste och befälhavare i Kiruna försvarsområde 1958–1964 och samtidigt i Jokkmokks försvarsområde 1958–1961. Wigforss blev riddare av Svärdsorden 1947. Han vilar på Lidingö kyrkogård.